# Marcos (gnóstico)
Marcus foi o fundador da seita gnóstica marcosiana no século II dC. Ele era um discípulo de Valentim, cujas idéias eram na maior parte similares. Suas doutrinas são quase que exclusivamente conhecidas por nós através de uma longa polêmica (livro I, capítulos 13-21) de Contra Heresias (ou Adversus Haereses), no qual Ireneu relata seus ensinamentos e os de sua escola. Clemente de Alexandria claramente conhecia os ensinamentos de Marcus e de fato utilizou seu sistema numérico (Stromata, VI, 16), embora sem dar o devido crédito.

## Ensinamentos
Seu sistema fala sobre trinta Aeons divididos em uma Ogdóade, uma Décade e uma Dodécade; sobre o mito de Sophia, ou seja, sua queda e redenção e da futura união das sementes selecionadas com anjos como noivos celestes. O que Marcus adicionou aos ensinamentos de seus predecessores foi um sistema de Isopsefia similar ao dos posteriores pitagóricos, sobre os mistérios nos números e nomes. Marcus encontrou então nas Escrituras e na natureza diversos exemplos da ocorrência dos seus números místicos: quatro, seis, oito, dez, doze e trinta.
A especulação numérica realizada por Marcus pode ter influenciado às posteriores especulações cabalísticas sobre as relações entre números e letras, principalmente o Sefer Bahir e o Sêfer Yetzirá 

## Vida
Marcus parece ter sido contemporâneo de Ireneu, embora mais velho, pois este fala dele como se ainda estivesse vivo e ensinando. Embora saibamos de Ireneu que o distrito do Ródano seria o centro dos seguidores de Marcus, não parece ele tenha estado lá pessoalmente. A impressão deixada por Ireneu é que ele conhecia os seguidores de Marcus pessoalmente e este, apenas pelos seus escritos. Ele também nos conta que Marcus seduziu a esposa de um diácono na Ásia (διάκονον τινα τῶν ἐν τῇ Ἀσίᾳ), o que nos permite concluir que: a Ásia Menor era o local Marcus era professor, provavelmente antes de Ireneu ter deixado aquele distrito; que Ireneu era um dos principais bispos da região a resistir aos ensinamentos de Marcus e que suas doutrinas passaram para a Gália através da intensa relação que sabemos ter existido entre as duas regiões.
O uso de nomes hebreus ou siríacos na escola marcosiana pode nos levar a atribuir a Marcus uma origem oriental. 
As únicas evidências para acreditarmos que ele seja de origem egípcia são:
1. Sulpício Severo (em sua obra Historia Sacra) e outros que nos transmitiram a origem do priscilianismo, contam que um tal "Marcus de Mênfis" trouxe as doutrinas gnósticas para a Hispânia, de quem Agape e Elpidius aprenderam[5].
2. Jerônimo de Estridão certamente identificou este Marcus de Mênfis com o Marcus deste artigo, ao chamá-lo de discípulo de Basilides na sua Carta 75 (A Teodora - escrita no final do século IV dC)[6] e em De Viris Illustribus (cap. 121)[7], o que faria com que a doutrina marcosiana, que sabemos por Ireneu ter sido prevalente no sul da Gália, naturalmente tenha passado para a província adjacente da Hispânia. Não é claro se Jerônimo percebeu as dificuldades cronológicas desta teoria, que, porém, pode ser facilmente superada se acreditarmos que os primeiros priscilianos aprenderam suas doutrinas de Marcus, não diretamente, mas através de pessoas que o reverenciavam como fundador de sua seita.

Porém, como o priscilianismo não contém nenhum dos pontos que distinguem Marcus dos demais gnósticos, é seguro crer que Marcus de Mênfis é uma figura distinta.

## Acusações
Ireneu alega que Marcus abusou da influência que ele adquiriu sobre "mulheres tolas" para tirar-lhes dinheiro e, diz ele, obter favores sexuais. Ele é acusado ainda de ter usado amuletos e talismãs do amor, de ao menos uma vez - se não mais - ter denegrido o corpo e a mente de uma de suas discípulas.